# 1107
1107（千百七、一一〇七、せんひゃくなな）は自然数、また整数において、1106の次で1108の前の数である。

## 性質
- 合成数であり、約数は 1, 3, 9, 27, 41, 123, 369, 1107 である。
  - 約数の和は1680。
- 244番目のハーシャッド数である。1つ前は1104、次は1110。
  - 9を基とする65番目のハーシャッド数である。1つ前は1080、次は1116。
- 1/1107 = 0.000903342366757… (下線部は循環節で長さは15)
  - 逆数が循環小数になる数で循環節が15になる20番目の数である。1つ前は992、次は1116。
- 1107 = 52 + 112 + 312 = 112 + 192 + 252
  - 異なる3つの平方数の和2通りで表せる201番目の数である。1つ前は1105、次は1122。(オンライン整数列大辞典の数列 A025340)
- 1107 = 1089 + (1 + 0 + 8 + 9)
  - n = 33 のときの n2 とその各位の和との和とみたとき1つ前は1031、次は1169。(オンライン整数列大辞典の数列 A171613)
- 1107 = 342 − 49
  - n = 34 のときの n2 − 49 の値とみたとき1つ前は1040、次は1176。(オンライン整数列大辞典の数列 A098848)

## その他 1107 に関連すること
- 西暦1107年
- 1107 (曲) - クレイジーケンバンドの楽曲。
- 北陸放送（MRO）ラジオのAM放送の親局（金沢）・七尾中継局・輪島中継局と、南日本放送（MBC）ラジオのAM放送の親局（隼人）・阿久根・川内・大口中継局の周波数は1107kHz。